# Lijst van premiers van IJsland
De premier van IJsland (IJslands: Forsætisráðherra Íslands) is het hoofd van de regering van IJsland. De premier wordt aangewezen door de president van IJsland. De premier oefent samen met de andere leden van de regering de uitvoerende macht uit. Tot 1917, toen IJsland integraal deel uitmaakte van Denemarken, had het land geen premier, maar een minister van IJslandse Zaken.

## Premiers van IJsland (1904-1944)
| Nr. | Premier | Premier                                   | Ambtstermijn     | Ambtstermijn     | Partij     | Partij |
| --- | ------- | ----------------------------------------- | ---------------- | ---------------- | ---------- | ------ |
| 1   |         | Hannes Hafstein (1861-1922)               | 1 februari 1904  | 31 maart 1909    | HTF        |        |
| 2   |         | Björn Jónsson (1846-1912)                 | 31 maart 1909    | 14 maart 1911    | SSFE       |        |
| 3   |         | Kristján Jónsson (1852-1926)              | 14 maart 1911    | 24 juli 1912     | partijloos |        |
| 4   |         | Hannes Hafstein (1861-1922)               | 24 juli 1912     | 21 juli 1914     | SF         |        |
| 5   |         | Sigurður Eggerz (1875-1945)               | 21 juli 1914     | 4 mei 1915       | SSFE       |        |
| 6   |         | Einar Arnórsson (1880-1955)               | 4 mei 1915       | 4 januari 1917   | SSFE       |        |
| 7   |         | Jón Magnússon (1859-1926)                 | 4 januari 1917   | 7 maart 1922     | HTF        |        |
| 8   |         | Einar Arnórsson (1880-1955)               | 7 maart 1922     | 22 maart 1924    | SSFE       |        |
| 9   |         | Jón Magnússon (1859-1926)                 | 22 maart 1924    | 23 juni 1926     | IF         |        |
| 10  |         | Magnús Guðmundsson (1879-1937) waarnemend | 23 juni 1926     | 8 juli 1926      | IF         |        |
| 11  |         | Jón Þorláksson (1877-1935)                | 8 juli 1926      | 28 augustus 1927 | IF         |        |
| 12  |         | Tryggvi Þórhallsson (1889-1935)           | 28 augustus 1927 | 3 juni 1932      | FSF        |        |
| 13  |         | Ásgeir Ásgeirsson (1894-1972)             | 3 juni 1932      | 28 juli 1934     | FSF        |        |
| 14  |         | Hermann Jónasson (1896-1976)              | 28 juli 1934     | 16 mei 1942      | FSF        |        |
| 15  |         | Ólafur Thors (1892-1964)                  | 16 mei 1942      | 16 december 1942 | SSF        |        |
| 16  |         | Björn Þórðarson                           | 16 december 1942 | 20 oktober 1944  | partijloos |        |

## Premiers van IJsland (1944–heden)
| Nr.   | Premier Forsætisráðherra Íslands | Premier Forsætisráðherra Íslands | Premier Forsætisráðherra Íslands     | Ambtstermijn                | Ambtstermijn      | Partij(en)      | Kabinet(en)       | Verkiezing(en)      |
| ----- | -------------------------------- | -------------------------------- | ------------------------------------ | --------------------------- | ----------------- | --------------- | ----------------- | ------------------- |
| (8)   |                                  | Ólafur Thors                     | Ólafur Thors (1892–1964)             | 20 oktober 1944             | 4 februari 1947   | SSF             | Thors II          | Tweede Wereldoorlog |
| (8)   | 1946                             | Ólafur Thors                     | Ólafur Thors (1892–1964)             | 20 oktober 1944             | 4 februari 1947   | SSF             | Thors II          |                     |
| 10    |                                  | Stefán Jóhann Stefánsson         | Stefán Jóhann Stefánsson (1894–1980) | 4 februari 1947             | 6 december 1949   | SDP             | Stefánsson        |                     |
| (8)   |                                  | Ólafur Thors                     | Ólafur Thors (1892–1964)             | 6 december 1949             | 14 maart 1950     | SSF             | Thors III         | 1949                |
| 11    |                                  | Steingrímur Steinþórsson         | Steingrímur Steinþórsson (1893–1966) | 14 maart 1950               | 11 september 1953 | FSF             | Steinþórsson      | 1949                |
| (8)   |                                  | Ólafur Thors                     | Ólafur Thors (1892–1964)             | 11 september 1953           | 24 juli 1956      | SSF             | Thors IV          | 1953                |
| (7)   |                                  | Hermann Jónasson                 | Hermann Jónasson (1896–1976)         | 24 juli 1956                | 23 december 1958  | FSF             | Jónasson V        | 1956                |
| 12    |                                  | Emil Jónsson                     | Emil Jónsson (1902–1986)             | 23 december 1958            | 20 november 1959  | SDP             | E. Jónsson        | 1959 (1)            |
| (8)   |                                  | Ólafur Thors                     | Ólafur Thors (1892–1964)             | 20 november 1959            | 8 september 1961  | SSF             | Thors V           | 1959 (2)            |
| [ 2 ] |                                  | Bjarni Benediktsson              | Bjarni Benediktsson (1908–1970)      | 8 september 1961            | 31 december 1961  | SSF             | Thors V           | 1959 (2)            |
| (8)   |                                  | Ólafur Thors                     | Ólafur Thors (1892–1964)             | 31 december 1961            | 14 november 1963  | SSF             | Thors V           | 1959 (2)            |
| 13    |                                  | Bjarni Benediktsson              | Bjarni Benediktsson (1908–1970)      | 14 november 1963            | 10 juli 1970      | SSF             | B. Benediktsson I | 1963                |
| 13    | B. Benediktsson II               | Bjarni Benediktsson              | Bjarni Benediktsson (1908–1970)      | 14 november 1963            | 10 juli 1970      | SSF             | 1967              |                     |
| [ 3 ] | B. Benediktsson II               |                                  | Jóhann Hafstein                      | Jóhann Hafstein (1915–1980) | 10 juli 1970      | 10 oktober 1970 | 1967              | SSF                 |
| 14    | 10 oktober 1970                  | 14 juli 1971                     | Jóhann Hafstein                      | Jóhann Hafstein (1915–1980) | Hafstein          |                 | 1967              | SSF                 |
| 15    |                                  |                                  | Ólafur Jóhannesson (1913–1984)       | 14 juli 1971                | 28 augustus 1974  | FSF             | Jóhannesson I     | 1971                |
| 16    |                                  |                                  | Geir Hallgrímsson (1925–1990)        | 28 augustus 1974            | 1 september 1978  | SSF             | Hallgrímsson      | 1974                |
| (15)  |                                  |                                  | Ólafur Jóhannesson (1913–1984)       | 1 september 1978            | 15 oktober 1979   | FSF             | Jóhannesson II    | 1978                |
| 17    |                                  |                                  | Benedikt Gröndal (1924–2010)         | 15 oktober 1979             | 8 februari 1980   | SDP             | Gröndal           | 1979                |
| 18    |                                  |                                  | Gunnar Thoroddsen (1910–1983)        | 8 februari 1980             | 26 mei 1983       | SSF             | Thoroddsen        | 1979                |
| 19    |                                  | Steingrímur Hermannsson          | Steingrímur Hermannsson (1928–2010)  | 26 mei 1983                 | 8 juli 1987       | FSF             | Hermannsson I     | 1983                |
| 20    |                                  | Þorsteinn Pálsson                | Þorsteinn Pálsson (1947)             | 8 juli 1987                 | 28 september 1988 | SSF             | Pálsson           | 1987                |
| (19)  |                                  | Steingrímur Hermannsson          | Steingrímur Hermannsson (1928–2010)  | 28 september 1988           | 30 april 1991     | FSF             | Hermannsson II    | 1987                |
| (19)  | Hermannsson III                  | Steingrímur Hermannsson          | Steingrímur Hermannsson (1928–2010)  | 28 september 1988           | 30 april 1991     | FSF             |                   | 1987                |
| 21    |                                  | Bjarni Benediktsson              | Davíð Oddsson (1948)                 | 30 april 1991               | 16 september 2004 | SSF             | Oddsson I         | 1991                |
| 21    | Oddsson II                       | Bjarni Benediktsson              | Davíð Oddsson (1948)                 | 30 april 1991               | 16 september 2004 | SSF             | 1995              |                     |
| 21    | Oddsson III                      | Bjarni Benediktsson              | Davíð Oddsson (1948)                 | 30 april 1991               | 16 september 2004 | SSF             | 1999              |                     |
| 21    | Oddsson IV                       | Bjarni Benediktsson              | Davíð Oddsson (1948)                 | 30 april 1991               | 16 september 2004 | SSF             | 2003              |                     |
| 22    |                                  | Halldór Ásgrímsson               | Halldór Ásgrímsson (1947–2015)       | 16 september 2004           | 16 juni 2006      | FSF             | 2003              | Ásgrímsson          |
| 23    |                                  | Geir Haarde                      | Geir Haarde (1951)                   | 16 juni 2006                | 1 februari 2009   | SSF             | 2003              | Haarde I            |
| 23    | Haarde II                        | Geir Haarde                      | Geir Haarde (1951)                   | 16 juni 2006                | 1 februari 2009   | SSF             | 2007              |                     |
| 24    |                                  | Jóhanna Sigurðardóttir           | Jóhanna Sigurðardóttir (1943)        | 1 februari 2009             | 23 mei 2013       | SF              | 2007              | Sigurðardóttir I    |
| 24    | Sigurðardóttir II                | Jóhanna Sigurðardóttir           | Jóhanna Sigurðardóttir (1943)        | 1 februari 2009             | 23 mei 2013       | SF              | 2009              |                     |
| 25    |                                  | Sigmundur Davíð Gunnlaugsson     | Sigmundur Davíð Gunnlaugsson (1975)  | 23 mei 2013                 | 6 april 2016      | FSF             | Gunnlaugsson      | 2013                |
| 26    |                                  | Sigurður Ingi Jóhannsson         | Sigurður Ingi Jóhannsson (1962)      | 6 april 2016                | 11 januari 2017   | FSF             | S.I. Jóhannsson   | 2013                |
| 27    |                                  | Bjarni Benediktsson              | Bjarni Benediktsson (1970)           | 11 januari 2017             | 30 november 2017  | SSF             | B. Benediktsson I | 2016                |
| 28    |                                  | Katrín Jakobsdóttir              | Katrín Jakobsdóttir (1976)           | 30 november 2017            | 9 april 2024      | VGF             | Jakobsdóttir I    | 2017                |
| 28    | Jakobsdóttir II                  | Katrín Jakobsdóttir              | Katrín Jakobsdóttir (1976)           | 30 november 2017            | 9 april 2024      | VGF             | 2021              |                     |
| 27    |                                  | Bjarni Benediktsson              | Bjarni Benediktsson (1970)           | 9 april 2024                | 21 december 2024  | SSF             | 2021              | B. Benediktsson II  |
| 29    |                                  | Kristrún Frostadóttir            | Kristrún Frostadóttir (1988)         | 21 december 2024            | heden             | Alliantie       | Frostadóttir      | 2024                |